# Le Jour (Michel-Ange)

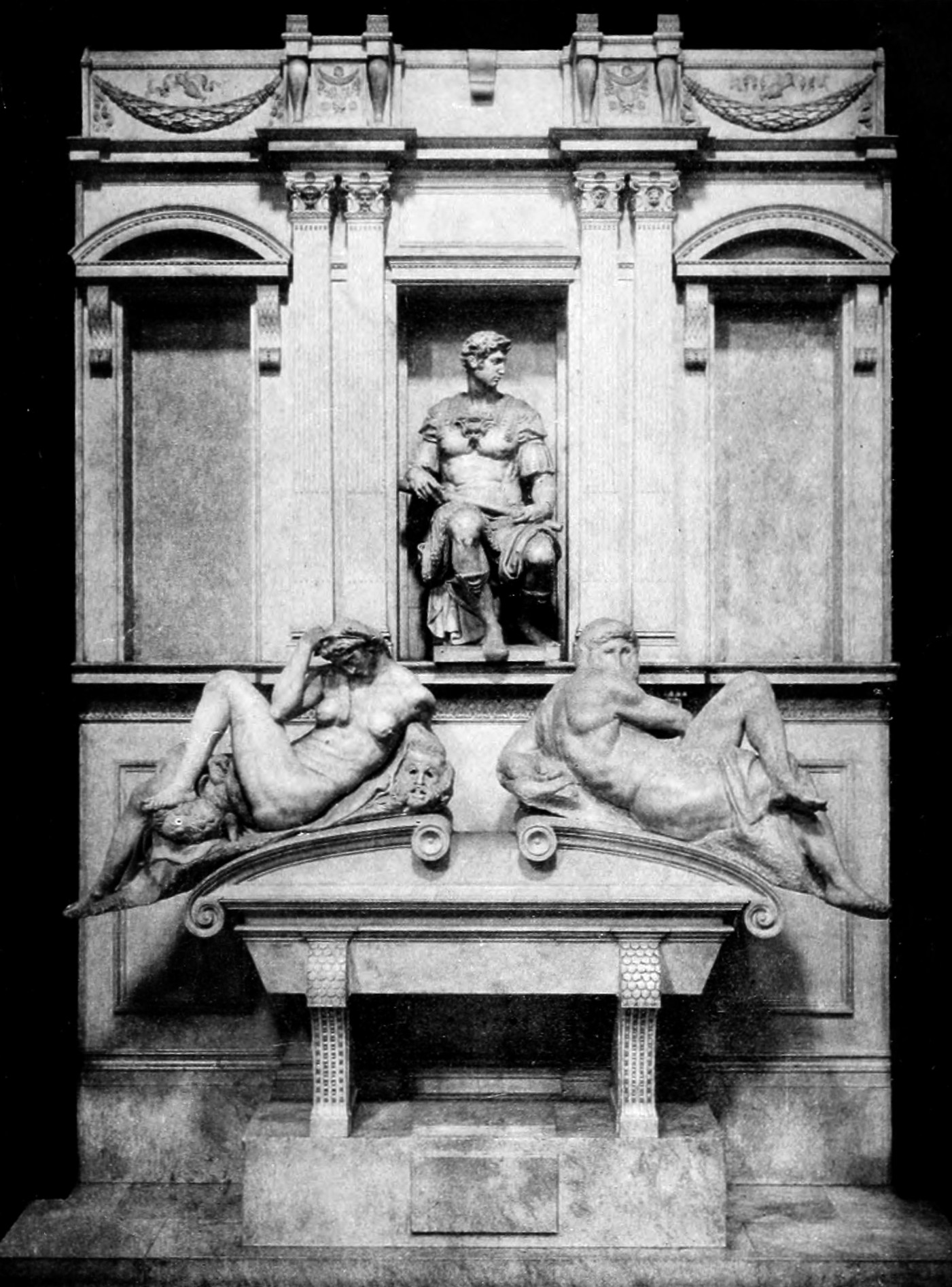
Le Jour (à droite) sur le tombeau de Julien, duc de Nemours.

Le Jour (en italien, Giorno) est une  statue en marbre réalisée par Michel-Ange entre 1526 et 1531. Elle fait partie de la décoration de la Sagrestia Nuova, la nouvelle sacristie de la basilique San Lorenzo de Florence. Ses dimensions sont de 160 × 150 cm (longueur maximale en oblique 285 cm). Il s'agit de l'une des quatre allégories des Parties du Temps, qui se trouve à droite sur le sarcophage du  tombeau de Julien de Médicis (1479-1516), duc de Nemours.

## Histoire
Le Jour a probablement été commencé en 1526, lorsque la tombe de Laurent duc d'Urbin a été achevée et celle de Julien commencée. La statue dut être terminée après la reprise des travaux à la suite de la pause forcée lors du siège de Florence et de ses conséquences, étant laissée dans un état de inachevé visible lorsque l'artiste partit définitivement pour Rome en 1534.

## Description
Le Jour est représenté comme une personnification masculine, semi-étendue et nue, comme les autres statues de la série. Il a pour modèle, peut-être, les divinités fluviales de l'arc de Septime Sévère et le Torse du Belvédère, dont il reprend la puissante structure anatomique en tension. Il reprend aussi la pose de l'Enfant dans la jeune Vierge à l'escalier et celle d'un des nus de bronze du Plafond de la chapelle Sixtine. 
Il est représenté en vieillard fatigué, avec un  visage à demi discernable, à moitié dégagé de la pierre suivant le non finito, la logique de l'Inachevé chez Michel-Ange : la tête et la main droite de la figure sont inachevés. 
Elle est la seule, parmi la série des allégories, à tourner le dos au spectateur, dans une pose opposée à celle de La Nuit voisine. Le coude gauche est plié en appui, tandis que le bras droit se penche en arrière pour chercher quelque chose : seul l'avant-bras est réellement sculpté, la main se perd au contraire dans la partie non sculptée. Les jambes sont croisées dans le sens inverse de la rotation du torse et cette torsion est également soulignée par la rotation de la tête vers le spectateur. Le visage barbu, à peine esquissé, ne montre qu'une expression mystérieuse, hautement évocatrice et emblématique, justement en raison de son incomplétude. 

## Analyse
L'œuvre a reçu de nombreuses interprétations : symbole politique de la rébellion à l'esclavage, ou thème autobiographique de la marche vers la liberté ; symbole de la lumière chrétienne ou personnification de la vie ; allégorie du feu ou tempérament colérique ; personnification de l'action, de la douleur, de la colère, du mépris ou de la vengeance…
Une note de Michel-Ange figurant sur une étude à la sanguine pour les bases de la chapelle Médicis permet d'émettre l'hypothèse que les moments du jour symbolisent le temps qui consume toutes choses. Une information donnée par Ascanio Condivi tend à corroborer cette interprétation : comme attribut du Jour, Michel-Ange aurait prévu initialement une souris qu'il conviendrait de comprendre comme un symbole du temps qui consume toute chose. La souris est connue avec cette signification dans certains contextes funéraires et dans l'art étrusque (Erwin Panofsky, 1964).
Par sa tendance sémantique, la souris non exécutée ne confirme pas seulement l'interprétation de Condivi, elle montre aussi que dans le cas de cette figure comme dans d'autres cas, Michel-Ange tendait à renoncer à doter ses figures d'attributs univoques. La même tendance apparait aussi dans le dessin général dont une copie est conservée au musée du Louvre, et dans laquelle l'allégorie du Jour a encore pour attribut des rayons solaires.